# Moisés Canelo
Moisés Canelo, nom de scène de Moisés Canelas Withol, né le 9 juillet 1950 à Limón (Colón) et mort le 13 septembre 2024 à New York, est un chanteur hondurien.

## Biographie
Né le 9 juillet 1950 dans le village de Francia à Limón, dans le département de Colón, Moisés Canelas Withol développe sa carrière artistique sous le nom d’artiste de « Moisés Canelo » avec lequel il connaît la célébrité.
Il déménage à La Ceiba, où il joue et chante sur scène tout en suivant ses études primaires à l'école Francisco Morazán.
Son premier succès arrive avec la chanson Yo Also Soy Sentimental, et sa carrière décolle en 1974 lorsqu'il représente le Honduras au Festival OTI avec la chanson Río Viejo, Viejo Amigo, qui lui ouvre les portes du marché mexicain.
Moisés Canelo meurt à  New York (où il réside) le 13 septembre 2024 à 74 ans.